# Архитектура Кокшетау

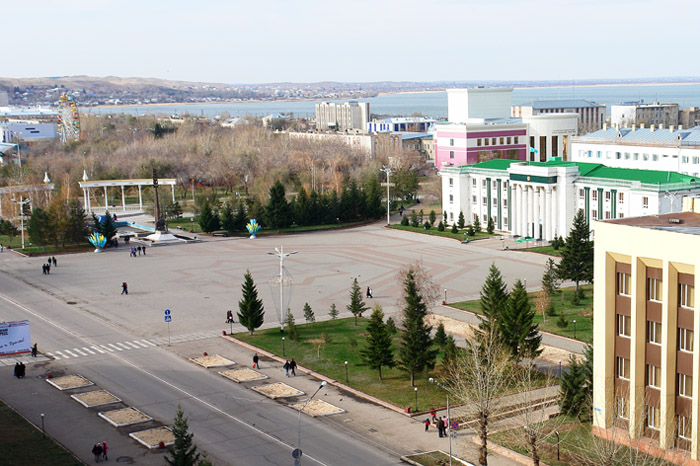
Вид на площадь Абылай-хана, 2006 год

Город Кокшетау является местом, где сочетаются культуры разных народов, со множеством исторических, культурных и архитектурных памятников, а также рядом современных сооружений. Большинство памятников архитектуры и ценной застройки находятся в центральной части города, которые и определяют его индивидуальный облик. Территории, на которых размещены памятники, в виде бульваров и скверов, представляют собой большую историческую и градостроительную ценность.

## Основные этапы застройки города Кокшетау
Складывание исторической застройки Кокшетау происходило на протяжении достаточно длительного промежутка времени. Основные направления градостроительного развития города Кокшетау должны обеспечить сохранение и регенерацию историко-культурного наследия города.

### География
Город Кокшетау расположен в Центральной Азии на границе Западно-Сибирской платформенной равнины и юго-восточном берегу озера Копа. Озеро Копа с прилегающими сопками Букпа является уникальным природным окружением, придающим яркий индивидуальный облик городу. Площадь города составляет около 234 км². Город растянулся вдоль берега озера. В городе расположены реки: Шагалалы, Кылшакты.
В настоящее время город пересекают международные и республиканские автомобильные и железнодорожные пути.
|                                                    | |                                        |                                        |                                          |
| Административные микрорайоны Кокшетау в 2022 году. | Космический снимок города и его окрестностей, получен 26 сентября 1969 года. Из архивов геологической службы США. | План Кокчетавского уезда. конец XIX в. | Генеральный план станицы Кокчетавской. | План станицы и города Кокчетава. 1895 г. |

### Основание Кокшетау
Кокшетау первоначально исполнял функции военного укрепления на границе Российской империи и охранял местное кочевое население от набегов захватчиков.

### Деревянное зодчество XIX века
|                                       |                                                               |                                                                    |                                                                                  |                                        |
| 1887. Конец 19 века - начало 20 века. | Вид на первую одноминаретную мечеть (воздвигнута в 1893 году) | Вид на первый Михаило-Архангельский собор (воздвигнут в 1895 году) | Одна из первых начальных казахских школ в городе. За ней - первая мечеть города. | Вид на часовню и сопку Букпа, 1880 год |

В XIX веке сложился своеобразный стиль деревянной архитектуры с декором. К концу XIX в. город развивался ускоренными темпами, в центре станицы на площади размещались церковь св. Георгия (1852) и общественный сад. Постройки станицы были преимущественно деревянные, на каменном фундаменте, всего около 500 домов. Застройка из одноэтажных деревянных домов располагалась по периметру кварталов, в красных линиях улиц. Внутриквартальное пространство занимали сады и огороды. Строятся деревянные купеческие дома, возводится церковь Михаила Архангела (1895). В центре города размещались базарная площадь, гостиный двор, общественный сад. Вблизи центра на пересечении улиц Е. Ауельбекова (в конце XIX века называлась Казанская) и Б. Момышулы (ранее ул. Интернациональная) размещалась одноминаретная мечеть (1893). Ныне архитектурный памятник мусульманского зодчества.

### Начало XX века
|                                                                      |                                                          |  |
| Вид на торговый ряд купца У. И. Короткова в первой половине XX века. | Вид на корпус здания казенного винно-водочного склада №7 |  |

В первое десятилетие XX века появляются новые по типологии капитальные общественные здания: торговый ряд купца У. И. Короткова (ныне музей литературы и искусства, ранее детский кинотеатр «Юность»); магазины; городское училище; здание уездного управления. Возводятся кирпичные здания: магазин купца А. В. Соколова (ныне здание КНБ); корпуса винно-водочного завода принадлежащего богачу польско-литовского происхождения Геннадию Францевичу Шмурло (1904). В жилой застройке города выделялись деревянные дома зажиточных горожан. Типичными для деревянного зодчества кон. XIX в. — нач. XX в. являются жилые дома в казачьей станице.

### Советский период
В 1944 году город представлял собой небольшой городок с одноэтажной деревянной застройкой. Настоящий современный индустриальный облик Кокшетау стал определяться со второй половины 50-х годов XX века, когда началось бурное строительство города. 31 июня 1954 года было принято постановление совета министров КазССР «О строительстве и благоустройстве». В ноябре 1954 года в Кокшетау создается трест «Кокшетаустрой», руководителем которого был назначен Иван Корнилович Левченко.
В эти годы город, работая на целину, в свою очередь получает огромный толчок в развитии. В нем происходят большие перемены в области народного образования, здравоохранения, культуры: открываются техникумы, пединститут, сдается в эксплуатацию широкоэкранный кинотеатр на 800 мест, двухзальный дворец железнодорожников, дом культуры механического завода, книжный магазин, новые больничные корпуса. Строятся здание областной библиотеки, стадион, ретрансляционная вышка, которая обеспечивает прием телепередач из Москвы и других городов. В последующие годы были построены главпочтамт, спорткомплекс «Юбилейный», жилые микрорайоны Юбилейный, Васильковский, благоустраиваются улицы, важные для города объекты.
В 70-80-е годы Кокчетав стал обретать облик современного города и в этом, безусловно, была заслуга строителей подразделений треста «Кокчетавстрой», которые подарили городу большинство его лучших сооружений. В первой половине 70-х годов были построены 105 тыс. кв. метров благоустроенного жилья, Дворец культуры им. Ленина (ныне «Кокшетау») (1970), Дом политического просвещения (1971), городская больница на 200 коек с поликлиникой на 500 посещений (1972), административное здание обкома партии, автомеханический техникум (1972), школы на 2240 ученических мест, детские сады на 980 мест и др.
Город развивается согласно Генерального плана, утвержденного в 1985 году, СовМином республики.  В начале 80-х годов сильно изменился облик областного центра: были построены современные высотные дома, железнодорожный вокзал (архитектор В. Утебеков), автовокзал. В начале 90-х вырос микрорайон «Центральный», улица имени Горького, велась застройка проспекта Коммунистический. Заканчивалась застройка улицы Интернациональной на участке от улицы К. Маркса до памятника Боевой Славы.

### Современный период
С обретением в 1999 году статуса центра столичной области Кокшетау значительно вырос, окреп, превратился в промышленный и культурный центр. В настоящее время здесь реализуются десять отраслевых программ: по развитию жилищного строительства, развитию и укреплению жилищно-коммунального хозяйства. 21 октября 2008 года утвержден генеральный план застройки Кокшетау, ставший основополагающим документом современного градостроительства. В 2001 году, в год 10-летия Независимости Республики Казахстан в Кокшетау появилась площадь «Независимости».
За годы независимости в городе были введены в эксплуатацию областной центр крови; новый родильно-обсервационный корпус № 3 перинатального центра; Теннисный центр, единственный в регионе специализированный центр, оборудованный по всем мировым стандартам, введенный в эксплуатацию в 2013 году. В День знаний в Кокшетау открыта новая IT школа-лицей на 900 мест. Это первая средняя школа, которая была построена в областном центре за последние 27 лет.

## Площади Кокшетау
- Площадь Абылай-хана
- Площадь Независимости
- Вокзальная площадь